# آبگرم (قیر و کارزین)
آبگرم (قیر و کارزین)، روستایی از توابع بخش افزر شهرستان قیر و کارزین در استان فارس ایران است.

## جمعیت
این روستا در دهستان افزر قرار دارد و براساس سرشماری مرکز آمار ایران در سال ۱۳۸۵، جمعیت آن ۵۴۴ نفر (۱۱۱خانوار) بوده‌است.